# Moià
Moià – gmina w Hiszpanii, w prowincji Barcelona, w Katalonii, o powierzchni 75,83 km². W 2011 roku gmina liczyła 5793 mieszkańców.